# LabSat
LabSat – polski satelita naukowy, zbudowany przez firmę SatRevolution we współpracy z Politechniką Wrocławską, Uniwersytet Medyczny we Wrocławiu, Uniwersytet Przyrodniczy we Wrocławiu oraz Instytutem Immunologii i Terapii Doświadczalnej PAN. Misją satelity będzie prowadzenie badań wpływu mikrograwitacji i promieniowania kosmicznego na próbki biologiczne.
Projekt został wybrany do dofinansowania w ramach konkursu „Dolnośląska strefa technologii biomedycznych”. Organizatorem konkursu jest Narodowe Centrum Badań i Rozwoju we współpracy z Województwem dolnośląskim. Wartość projektu jest szacowana na ok. 3,96 mln zł.

## Satelita
Satelita LabSat będzie 7 polskim sztucznym satelitą. Jest on tworzony przez konsorcjum naukowe składające się z lidera konsorcjum – firmy SatRevolution oraz czterech, wrocławskich instytucji naukowych. Satelita składać się będzie z platformy satelitarnej opracowywanej przez SatRevolution oraz ładunku biologicznego, zawierającego zminiaturyzowane laboratorium zintegrowane, wytworzone w oparciu o wykorzystanie technik mikrosystemów analitycznych, tzw. lab-on-chip. 
Laboratorium zintegrowane, pozwoli na wykreowanie odpowiedniego środowiska prowadzenia badań wybranych próbek bio-medycznych w przestrzeni kosmicznej. 
Po umieszczeniu bio-nanosatelity na niskiej orbicie Ziemi przeprowadzony zostanie ok. 2 tygodniowy test bio-medyczny i równolegle – test referencyjny na Ziemi.
Satelita LabSat zostanie wyniesiony na orbitę w 2021 roku, na pokładzie rakiety Falcon 9, na mocy kontraktu z firmą Momentus Space.